# Диалектическая теология
Диалекти́ческая теоло́гия («экзистенциальная теология», «критическая теология», «теология кризиса», «теология парадокса», «теология Слова Божьего», «неоортодоксальная теология») — направление в теологии, возникшее в протестантских церквях Германии и Швейцарии в 20-е годы XX века. Являясь реакцией на социальный оптимизм и модернизм либеральной теологии, диалектическая теология выработала новый, неортодоксальный подход к традиционному протестантскому вероучению. Предшественником экзистенциальной теологии было творчество Сёрена Кьеркегора.
«Восприняв идеи раннего экзистенциализма, диалектическая теология исходила из факта тотального отчуждения человека, обусловленного утратой Бога или ложным его пониманием, возникшим на рационалистической основе. Вера не может базироваться на разуме и объективном знании, ибо между человеком и Богом существует абсолютный разрыв, преодолимый лишь посредством благодати, позволяющей индивиду открыть Бога в собственной душе и усмотреть истинный сверхразумный смысл евангельского откровения».

## Представители
Основные представители: этнические немцы реформаты Карл Барт и Эмиль Бруннер, лютеране Пауль Тиллих, Рудольф Бультман, Фридрих Гогартен, а также американец евангелик Рейнгольд Нибур. Основой диалектической теологии является противоречие между иррациональной верой и религией, а также между вечным Откровением и историческим посланием, из которой позже родилась идея демифологизации Библии.
Идеи диалектической теологии продолжили разрабатывать за пределами Германии и США: Нильс Хансен Сёэ(Дания), Пьер Мюри (Франция), Корнелиус Мискотт (Нидерланды), Йозеф Громадка (Чехословакия). Диалектическая теология оказала влияние на богословскую мысль Ганса Урса фон Бальтазара и Ганса Кюнга в католицизме, а также на лютеранина Дитриха Бонхёффера.

## История
Возникновение диалектической теологии способствовали события начала XX века: Первая мировая война, после которой случился подрыв веры в антропоцентризм либеральной теологии, которая представляла христианство как культурный феномен, возносящий духовно-моральные добродетели и, соответственно, то, что человек нравственно улучшается в последние десятилетия. Например, когда Карл Барт узнал, что один с его учителей Адольф фон Гарнак в августе 1914 года подписал манифест девяноста трёх, то начал отходить от либеральной теологии, и в 1918 году написал свой фундаментальный труд «Послание апостола Павла к Римлянам», где обосновано и содержательно раскритиковал либералов и фактически, начал генерировать новое направление теологии — неоортодоксию.
Обе стороны войны благословили оружие и утверждали, что Бог на их стороне. В нейтральной Швейцарии Карл Барт в своей выше указанной работе осмыслил взгляд, что люди не могут присвоить Бога для своих собственных верований и культуры. Бог совсем другой («совершенно другой»), и люди не имеют Его контроля. Делая это, Барт обратился как против традиционной ортодоксии, так и против оптимистической либеральной теологии своего времени. По его мнению, оба движения отождествляли свои собственные культурно-этические взгляды с волей Божией, и это было непозволительной абсолютизацией их собственных взглядов. Также считал и Пауль Тиллих, который оформил понимание теологии культуры уже после Второй мировой войны.
Между диалектической теологией и либеральной существуют некоторые различия, например, неоортодоксы, в отличие от либералов, признают трансцендентный Источник истины. Также у неоортодоксов христоцентричное богословие (по крайней мере, Барт так считал), в отличие от либералов. Однако по мнению консервативных богослов, между неоортодоксией и либерализмом существует больше сходств (например, неоортодоксы, как и либералы отвергают полную богодухновенность Библии и отрицают все то, что невозможно понять в ней рациональным путём), чем различий.

## Основы

### Откровение
Неоортодоксия сильно подчеркивает откровение Бога Богом как источник христианской доктрины. Это в отличие от естественной теологии, сторонники которой включают Фому Аквинского, утверждающего, что знание о Боге можно получить через сочетание наблюдения природы и человеческого разума; этот вопрос остается дискуссионной темой в некоторых христианских кругах по сей день.

### Бог
Большинство неоортодоксальных мыслителей отмечали трансцендентность Бога. Барт считал, что упор на имманентность Бога побуждал людей представить, что Бог означает не что иное, как человечество в целом. Он подчеркнул «бесконечное качественное различие» между человеческим и божественным, возвращение к старым протестантским учениям о природе Бога и опровержение интеллектуального наследия философского идеализма. Это привело к общей девальвации философских и метафизических подходов к вере, хотя некоторые мыслители, в частности Пауль Тиллих, пытались провести срединный курс между строгой трансцендентностью и онтологическим анализом положения человека; разницы в понимании повлекло дальнейший раскол в движении.
Неоортодоксия возрождает интерес к догматики и учению о Триедином Боге. Во многом такой подход обусловлен опорой на Откровение, превосходящее как разум, так и чувство. Библия не знает человека вообще, но она знает людей, призванных через веру. Вера является решительностью (экзистенциальным выбором в духе Кьеркегора), а не иррациональным постулатом или невнятным переживанием. В противоположность естественному откровению либеральных богословов диалектическая теология настаивает на уникальности Откровения Бога через Христа и то, что Бог уникально открыл свою сущность через Богочеловека Иисуса Христа.

### Грех
В неоортодоксии грех рассматривается не как простая ошибка или невежество; это не то, что можно преодолеть разумом или социальными институтами (например, школами); ее можно преодолеть только благодатью Божией через Иисуса Христа. Грех рассматривается как нечто плохое в самой человеческой природе.

### Экзистенциализм
Многие из неоортодоксальных теологов использовали экзистенциализм. На Рудольфа Бультмана (который был связан, в частности, с Бартом и Бруннером в 1920-х годах) оказал большое влияние его бывший коллега в Марбурге, немецкий философ-экзистенциалист Мартин Хайдеггер. Рейнхольд Нибур и (в меньшей степени, преимущественно в своих предыдущих работах) Карл Барт, с другой стороны, находились под влиянием трудов датского философа 19 века Сёрена Кьеркегора. Кьеркегор был критиком модных в то время либеральных христианских модернистских попыток «рационализировать» христианство — сделать его приятным для тех, кого Фридрих Шлейермахер называли «культурными попирающими религию». Зато под такими псевдонимами, как Иоганн Климакус, Кьеркегор утверждал, что христианство является «абсурдным» (то есть оно выходит за пределы человеческого понимания) и ставит человека перед парадоксальным выбором. Решение стать христианином, считал Кьеркегор, не является фундаментально рациональным, а страстным — скачком веры.

### Влияние неокантианства
Изучая Кьеркегора, теологи-неортодоксы приняли и идею неокантианства (которую, развивал ещё Кант) о разделения духа и материи, о чём писал и датчанин. Эта идея поспособствовала отделению как и от либеральной, так и от ортодоксальной теологии, поскольку:
В случае с первой, вера являлась единственным путём познания духовного невидимого и у нее открывалась площадка для размышления, что давало возможность понимать Бога как неимоверного Абсолюта, к которому можно прийти только путём веры («смелого прыжка в невиданное разумом пространство», по Кьеркегору) и невозможно осмыслить рационально, что давало понимания, почему Воскресение и Вознесение Христа действительно возможно, чего не было в понимании либеральной теологии.
А с ортодоксией — чёткое отделение науки от религии, где религиозное мировоззрение не нападало на научные факты-открытия XIX—XX веков (теория эволюции и др.), при том, что наука не нападает на идею Бога, духовного мира и жизни человека.

## Влияние на протестантизм
С самого начала эта школа мысли была преимущественно неприемлемой для протестантского фундаментализма, поскольку неоортодоксия в целом принимает библейскую критику; вырабатывала консенсус о мировозренческих конфликтах, вызванных эволюционной наукой, антропогенезом, миллиардном возрастом Земли, поддерживая эти точки зрения, она сохраняет по крайней мере некоторые аспекты либеральной теологии XIX века.